# Maakrunni
Maakrunni med Ristikari är en ö i Finland. Den ligger i Bottenviken och i kommunen Ijo i den ekonomiska regionen  Oulunkaari i landskapet Norra Österbotten. Ön ligger omkring 51 kilometer norr om Uleåborg och omkring 580 kilometer norr om Helsingfors.
Öns area är 1,86 kvadratkilometer och dess största längd är 2,6 kilometer i sydväst-nordöstlig riktning.

## Några delöar med egna namn
- Ristikari 65°24′14″N 25°01′04″Ö / 65.4039°N 25.01789°Ö
- Jänesnokka 65°25′21″N 24°59′21″Ö / 65.42247°N 24.98903°Ö
- Aatenletto 65°24′51″N 24°59′47″Ö / 65.41405°N 24.99637°Ö